# Jaedon Descheneau
Jaedon Descheneau (* 22. Februar 1995 in Leduc, Alberta) ist ein kanadischer Eishockeyspieler, der seit Januar 2025 beim HK Nitra aus der slowakischen Extraliga unter Vertrag steht und dort auf der Position des rechten Flügelstürmers gespielt hat. Zuvor war Descheneau bereits eine Spielzeit für die Düsseldorfer EG in der DEL aktiv und verbrachte darüber hinaus insgesamt vier Spielzeiten in der Svenska Hockeyligan (SHL) und finnischen Liiga.

## Karriere
Descheneau spielte vor seiner Profikarriere zwischen 2011 und 2016 insgesamt fünf Spielzeiten bei den Kootenay Ice in der Western Hockey League (WHL), einer der drei großen kanadischen Juniorenligen. Während dieser Zeit wurde der Stürmer im NHL Entry Draft 2014 in der fünften Runde an 124. Stelle von den St. Louis Blues aus der National Hockey League (NHL) ausgewählt.
Mit Beginn der Spielzeit 2016/17 begann Descheneau seine Profikarriere, als er für die Bakersfield Condors in der American Hockey League (AHL) und deren Kooperationspartner Norfolk Admirals in der ECHL auf dem Eis stand. In der Folgesaison zog es ihn nach Europa in die zweitklassige Swiss League zum HC Thurgau, bei dem er in seinen 41 Hauptrunden- und anschließenden sechs Playoff-Spielen mehr als einen Scorerpunkt pro Spiel erzielen konnte. Insgesamt kam er auf 22 Tore und 37 Assists. Anschließend spielte der Kanadier noch eine Playoff-Partie für den HC Davos aus der National League, in der er jedoch punktlos blieb. Zur Saison 2017/18 wurde Descheneau von der Düsseldorfer EG aus der Deutschen Eishockey Liga (DEL) daraufhin für ein Jahr verpflichtet. Am 6. Januar 2019 erzielte er beim 6:3-Auswärtserfolg seiner Mannschaft bei den Augsburger Panthern seinen ersten Hattrick in der DEL. Descheneau beendete die Hauptrunde schließlich mit 51 Punkten, darunter 19 Tore, als zweitbester Scorer der DEG hinter Philip Gogulla und lag ligaweit auf dem neunten Rang. In den anschließenden Playoffs steuerte er in sieben Spielen weitere 13 Scorerpunkte bei. Damit hält er zusammen mit Jan Alston den DEL-Rekord für die meisten Scorerpunkte in einer Playoff-Serie; Alston erreichte diese Marke allerdings in nur drei Spielen.
Anschließend verließ Descheneau die DEG und schloss sich dem schwedischen Erstligisten Brynäs IF an. Bei Brynäs erzielte er in der Spielzeit 2019/20 in 46 Einsätzen insgesamt 18 Scorerpunkte. Seinen bis zum Sommer 2021 laufenden Vertrag erfüllte er und wechselte daraufhin zum Ligakonkurrenten Malmö Redhawks. Er verließ den Klub allerdings nach nur drei Monaten und zehn Einsätzen bereits im Dezember 2021 und nahm ein Angebot des finnischen Traditionsvereins TPS Turku an. Mit dem Klub wurde er im Frühjahr 2022 Vizemeister und wechselte im Anschluss innerhalb der finnischen Liiga zu SaiPa Lapeenranta. Dort spielte der rechte Flügelstürmer die Saison 2022/23, kam allerdings nur 16-mal zum Einsatz. Nachdem er bis Ende November 2023 vereinslos gewesen war, erhielt Descheneau zunächst einen vierwöchigen Probevertrag bei den Eisbären Berlin aus der DEL, der später auf ein Engagement bis zum Ende des Spieljahres 2023/24 ausgeweitet wurde. Mit den Eisbären wurde er am Saisonende schließlich Deutscher Meister und verließ anschließend den Klub. Erst Mitte Januar 2025 fand Descheneau im HK Nitra aus der slowakischen Extraliga einen neuen Arbeitgeber.

### International
Mit der U17-Auswahlmannschaft der kanadischen Provinzen British Columbia, Alberta und Saskatchewan nahm Descheneau an der World U-17 Hockey Challenge 2012 teil. Dort belegte das Team Canada Pacific den fünften Rang. In fünf Turnierspielen blieb der Angreifer punktlos.

## Erfolge und Auszeichnungen
- 2014 WHL East Second All-Star Team
- 2022 Finnischer Vizemeister mit TPS Turku
- 2024 Deutscher Meister mit den Eisbären Berlin

## Karrierestatistik
Stand: Ende der Saison 2023/24

### International
Vertrat Kanada bei:
- World U-17 Hockey Challenge 2012

(Legende zur Spielerstatistik: Sp oder GP = absolvierte Spiele; T oder G = erzielte Tore; V oder A = erzielte Assists; Pkt oder Pts = erzielte Scorerpunkte; SM oder PIM = erhaltene Strafminuten; +/− = Plus/Minus-Bilanz; PP = erzielte Überzahltore; SH = erzielte Unterzahltore; GW = erzielte Siegtore; 1 Play-downs/Relegation; Kursiv: Statistik nicht vollständig)